# Гоше Реймсский
Гоше́ Ре́ймсский (фр. Gaucher de Reims) — французский архитектор XIII века, один из первых зодчих Реймсского собора.
О Гоше Реймсском, как и об остальных зодчих, строивших Реймсский собор, практически ничего не известно. Их имена сохранились лишь благодаря тому, что были вписаны в лабиринт, выложенный из плиток на полу собора. Однако уже в XVII веке, когда каноник Пьер Коко (фр. Pierre Cocquault) впервые скопировал надписи, они были полустёрты и читались с трудом. Сам лабиринт был уничтожен в 1779 году, но дошёл до нас в зарисовках реймсского художника и органиста Жака Селье.
На лабиринте Гоше Реймсский был изображён в нижнем левом углу. В руках он держит некий инструмент, но, если у остальных зодчих их профессиональные атрибуты достаточно легко узнаваемы, то в случае с Гоше Реймсским зарисовка Селье не позволяет распознать предмет. В надписи, сопровождавшей рисунок, говорилось, что он возглавлял строительные работы в течение восьми лет и работал над изгибами сводов и порталами (фр. voussures et portaulx). Луи Демезон считает, что под этим следует понимать своды трансепта.
Вероятно, Гоше Реймсский с 1247 по 1255 год (по версии Луи Демезона) или с 1251 по 1259 (по Гансу Кунце) руководил строительством, после Жана-ле-Лу. Высказывается также предположение, что он мог быть не третьим, а вторым из четверых зодчих XIII века, то есть пришёл непосредственно на смену начавшему возведение собора Жану д’Орбе. Наконец, ещё одна версия отдаёт ему первенство среди четверых архитекторов: её авторы указывают, что изображение Гоше Реймсского расположено в нижнем левом углу, где и находилась «точка отсчёта» средневековых лабиринтов.
Известно, что он руководил созданием порталов северной части трансепта, украшенных изображениями Страшного суда и местных святых. Возможно, он также работал над западным фасадом и его архивольтами и порталами. Ему же приписывается выполненное около 1260 года оформление внутренней стороны фасада.